# Solitary High
Solitary High is het derde studioalbum van Lavalu, uitgebracht in 2017.
Met dit album is Lavalu een andere richting uitgegaan, in vergelijking met haar vorige album Fighting Wildfires.
Het wordt echter gezien als het eerste echte soloalbum van Lavalu.

## Track lijst
Alle muziek en teksten zijn geschreven door Lavalu. 
| 1.                 | Waiting      | 3:10 |
| 2.                 | Safe         | 3:41 |
| 3.                 | Bare         | 3:59 |
| 4.                 | Longest Dawn | 3:08 |
| 5.                 | Hide Me      | 3:10 |
| 6.                 | Milk         | 4:58 |
| 7.                 | Ginger Night | 3:31 |
| 8.                 | Swaying      | 3:37 |
| 9.                 | Honey        | 5:12 |
| 10.                | Too Much     | 1:33 |
| Totale duur: 35:58 |              |      |

## Bezetting
- Lavalu - piano en zang